# Sous le sable
Sous le sable  is een Franse film uit 2000 van François Ozon.

## Verhaal
Marie is een docente Engelse letterkunde aan een Parijse universiteit. Ze is al 25 jaar getrouwd met Jean. Tijdens hun zomervakantie in het zuidwesten van Frankrijk gaat Jean in zee zwemmen terwijl zijn vrouw aan het zonnebaden is, maar hij keert niet meer terug en is verdwenen zonder een spoor na te laten. Er wordt geen lichaam gevonden en er duiken veel vragen op. Heeft hij haar verlaten, heeft hij zelfmoord gepleegd of is hij verdronken? Zij gelooft dat hij nog in leven is en in hun appartement is. Haar leven raakt opgesloten in raadselachtige complexiteit en emotionele desoriëntatie.

## Rolverdeling
| Acteur                | Personage             |
| --------------------- | --------------------- |
| Charlotte Rampling    | Marie Drillon         |
| Bruno Cremer          | Jean Drillon          |
| Jacques Nolot         | Vincent               |
| Alexandra Stewart     | Amanda                |
| Pierre Vernier        | Gérard                |
| Andrée Tainsy         | Suzanne               |
| Maya Gaugler          | Duitse vrouw          |
| Damien Abbou          | hoofdredder           |
| David Portugais       | jong redder           |
| Pierre Soubestre      | politieman            |
| Agathe Teyssier       | winkeluitbater        |
| Laurence Martin       | appartementenverkoper |
| Jean-François Lapalus | Parijse arts          |
| Laurence Mercier      | dokterssecretaresse   |
| Fabienne Luchetti     | apotheker             |